# Andrei Fetisov
 (octobre 2019).
Si vous disposez d'ouvrages ou d'articles de référence ou si vous connaissez des sites web de qualité traitant du thème abordé ici, merci de compléter l'article en donnant les références utiles à sa vérifiabilité et en les liant à la section « Notes et références ».
Andrei Fetisov (en russe : Андрей Сергеевич Фетисов, né le 19 janvier 1972 à Novokouznetsk, en URSS) est un ancien joueur russe de basket-ball, évoluant au poste d'ailier fort.